# Liste von Panzerjägern gemäß den Kennblättern fremden Geräts D 50/12

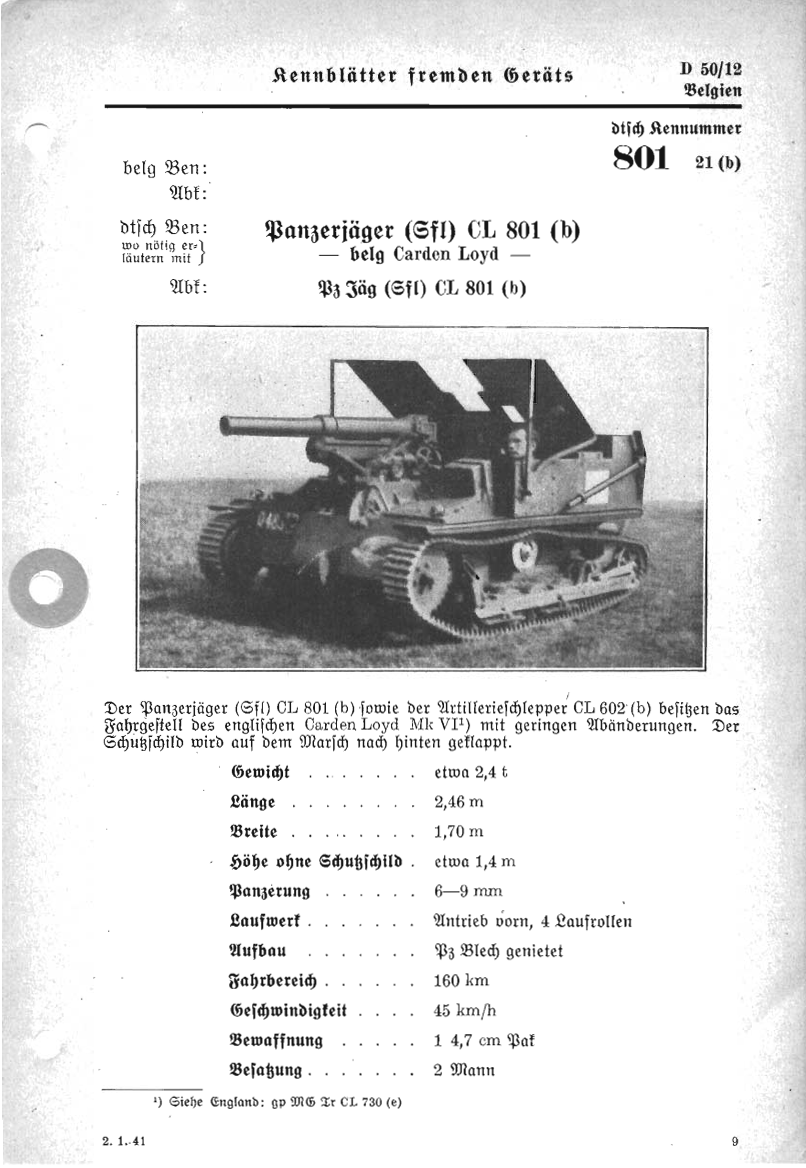
Kennblattbeispiel zu
D 50/12 Nr 801 21 (b)

In dieser Liste von Panzerjägern gemäß den Kennblättern fremden Geräts D 50/12 werden Fremdgeräte vom Typ Panzerjäger aufgeführt, die vom Heereswaffenamt verzeichnet wurden.
Nachfolgend ein Überblick/Auszug zur offiziellen Dokumentation Kennblätter fremden Geräts D 50/12: Kraftfahrzeuge.

## Hinweise zur Liste
Aufbau der Tabelle
Untenstehende Tabelle führt folgenden Spalteninhalte:
- dtsch. Kennnr. (deutsche Kenn-Nummer), dies entspricht dem Originalindex in den Kopfzeilen der Kennblätter mit Kennnummer, Stoffgebietenummer und Beutezeichen.
- Abk. dtsch. Ben. (Abkürzung deutsche Benennung), Originalbezeichnung entnommen aus der fünften Zeile der Kennblätter.
- Landesbez. nach HWA (Heereswaffenamt), Originalangaben entnommen aus der ersten Zeile der Kennblätter.
- (Wikipedia-Artikel) Link zum Wikipedia-Artikel in runden Klammern in der zweiten Zeile unter Landesbez. nach HWA.
- Bild, eine Bildauswahl aus Wikipedia für dieses Objekt.
- Bemerkungen, Originalangaben entnommen aus den erweiterten Angaben der Kennblätter.

 Info: Die in der Tabelle angegebenen Originaleinträge sollen nicht geändert werden, weil diese den Angaben aus den Kennblättern entsprechen. Nach neuerem Forschungsstand sind teilweise Errata in den Kennblättern erkannt worden. Diese werden unten im Abschnitt Anmerkungen jeweils zur Kenn-Nummer erläutert. Die Wikilinks in den runden Klammern sollten das Lemma der entsprechenden Artikel in Wikipedia enthalten.

## Tabellarische Übersicht
| dtsch. Kennnr. | Abk. dtsch. Ben.                   | Landesbez.nach HWA (Wikipedia-Artikel)           | Bild | Bemerkungen |
| -------------- | ---------------------------------- | ------------------------------------------------ | ---- | --- |
| 430 21 (a)     | Sfl 430 (a)                        | Tank Destroyer (M3 75-mm GMC)                    |      | gleiches Fahrgestell wie Pz Sp Wg T 7 401 (a)                                                                        |
| 801 21 (b)     | Pz Jäg (Sfl) CL 801 (b)            | in D 50/12 keine Angabe (Carden-Loyd Tankette)   |      | gleiches Fahrgestell wie Carden Loyd Mk VI, Turm ist oben offen                                                      |
| 801 21 (e)     | Pz Jg (Sfl) CL 801                 | Carden Loyd (Light Tank Mk IV)                   |      | gleiches Fahrgestell wie Pz Kpfw Mk IV 734 (e)                                                                       |
| 801 21 (i)     | gp Sfl 90/53 (i)                   | Semoventi DA 90/53 (Semovente 90/53)             |      | auf Fahrgestell des Pz Kpfw M14-41 aufgebaut                                                                         |
| 802 21 (b)     | Pz Jäg (Sfl) VA 802 (b)            | Autochenille (T-13 (Panzerjäger))                |      | von Belgien in Lizenz gebautes Vickers Armstrong Gleiskettenfahrzeug                                                 |
| 850 21 (i)     | Stu Gesch M 40 u M41 mit 75/18 (i) | Semoventi M 40 u M 41 DA 75/18 (Semovente 75/18) |      | Sturmgeschütz M 40 ist auf Fahrgestell Pz Kpfw M/13-40, Sturmgeschütz M 41 ist auf Fahrgestell Pz Kpfw M/14-41       |
| 851 21 (i)     | Stu Gesch M 42 u M43 mit 75/34     | Semoventi M 42 u M 43 DA 75/34 (Semovente 75/34) |      | Beide Sturmgeschüzte sind auf Fahrgestell Pz Kpfw M/15-42, unterscheiden sich nur in unterschiedlichen Panzerstärken |
| 852 21 (i)     | Stu Gesch M 43 mit 75/46           | Semoventi M 43 DA 75/46 (Semovente 75/46)        |      | auf Fahrgestell Pz Kpfw M/15/42, zum Teil mit Schottenpanzerung                                                      |
| 853 21 (i)     | Stu Gesch M 43 mit 10,5/25         | Semoventi M 43 DA 10,5/25 (Semovente da 105/25)  |      | auf Fahrgestell Pz Kpfw M/15/42                                                                                      |
| 854 21 (i)     | Stu Gesch M 43 mit 15/42           | Semoventi M 43 DA 15/42 (Semovente da 149/40)    |      | auf Fahrgestell Pz Kpfw M/15/42                                                                                      |